# T-Pain
T-Pain, de son vrai nom Faheem Rasheed Najm (né le 30 septembre 1984 à Tallahassee, en Floride), est un chanteur de RnB, rappeur, auteur-compositeur-interprète, producteur et acteur américain. Il se lance dans la musique inspiré par Roger Troutman (membre du groupe Zapp qui utilisait la talkbox). Son premier album, Rappa Ternt Sanga, est publié en 2005. En 2007, T-Pain publie son deuxième album Epiphany, qui atteint la première place du Billboard 200. Son troisième album, Thr33 Ringz, est publié en 2008.
T-pain a aussi popularisé le logiciel Auto-Tune qui modifie la voix, ce qui lance un effet de mode dans l'industrie de la musique. Il possède son label, Nappy Boy Entertainment, sur lequel sont engagés plusieurs artistes, notamment Travie McCoy. Son nom de scène est une abréviation pour « Tallahassee Pain », surnom qu'il a choisi en raison des difficultés (« pain » signifiant « douleur ») qu'il a vécues lorsqu'il habitait dans cette ville.

## Biographie

### Jeunesse et débuts (1985–2006)
Faheem naît le 30 septembre 1984 et grandt à Tallahassee, en Floride,. Son nom de scène est une abréviation pour « Tallahassee Pain », qu'il a choisi en raison des difficultés qu'il a vécu lorsqu'il vivait là-bas,. Faheem, fils de Shasheem Najm et Aliyah Najm, tous deux restaurateurs. Il grandit dans une famille de cinq enfants. Il se lance très tôt dans la musique et transforme à 10 ans sa chambre en studio, où il écrit ses premières chansons,. Il apprit à chanter le chant gospel chrétien noir-américain très jeune.
T-Pain intègre d'abord le groupe de hip-hop de sa région, Nappy Headz (avec qui il sortira deux albums), qui se taille une réputation au niveau local. De là, le chanteur part en solo et se fait connaître en faisant une nouvelle version d'un titre d'Akon, Locked Up, qui devient Fucked Up. La star le remarque et le signe sur son label, Konvict Muzik. En août 2005, T-Pain livre le single I’m Sprung et publie son premier album, Rappa Ternt Sanga, le 6 décembre 2005,. L'album atteint la 33e place du Billboard 200, et est depuis certifié disque d'or par la Recording Industry Association of America (RIAA). L'album contient également le single I'm N Luv (Wit A Stripper), lui aussi classé. En 2006, il crée son propre label, Nappy Boy Entertainment, sur lequel sont signés Tay Dizm, Young Ca$h, Travie McCoy, Shawnna, Sophia Fresh, One Chance et Young Fyre, entre autres.

### EpiphanyetThr33 Ringz(2007–2008)

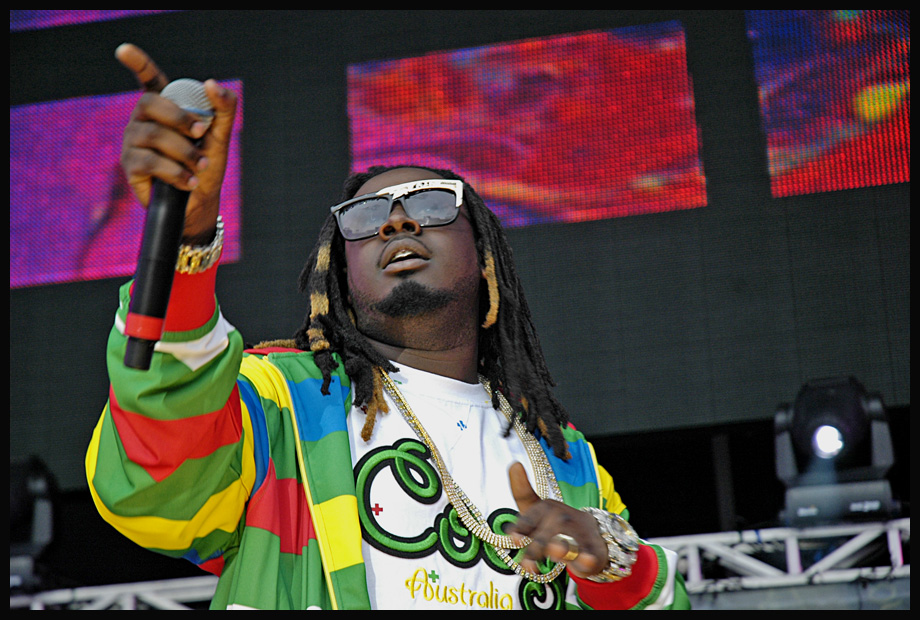
T-Pain sur scène au concert Hot 97 Summer Jam 2007.

T-Pain publie son deuxième album, Epiphany, le 5 juin 2007, où figure le tube qui fera exploser sa carrière, Buy U a Drank, certifié triple disque de platine par la RIAA. L'album compte 171 000 albums écoulés, et atteint la première place du Billboard 200. En 2008, il compte 819 000 exemplaires vendus aux États-Unis. T-Pain gagne une notoriété internationale en apparaissant auprès d'une dizaines d'artistes dont Kanye West (Good Life), Mariah Carey (Migrate), Chris Brown (Kiss Kiss), Flo Rida (Low), Ludacris (One More Drink), Lil Wayne (Got Money), Rick Ross (The Boss).
En novembre 2008, il publie un nouvel album intitulé [Three Ringz, sur lequel figurent bon nombre de stars de la musique comme Puff Daddy, Mary J. Blige, Lil Wayne, Ciara, Chris Brown. L'amitié qu'il lie avec le rappeur Lil Wayne et DJ Khaled va lui apporter une facilité à passer à la radio et à figurer sur de nombreux titres. Pr33 Ringz est la mixtape d'introduction de l'album. En 2008, T-Pain continue de participer à bon nombre de singles de rap comme She Got It de 2 Pistols, Go Girl de Ciara, The Boss de Rick Ross, Cash Flow de Ace Hood, Shawty Get Loose de Lil Mama, One More Drink de Ludacris, et Go Hard de DJ Khaled et Kanye West. T-Pain et Ludacris collaborent pour jouer Chopped 'N' Skrewed et One More Drink à l'émission américaine Jimmy Kimmel Live! sur ABC en novembre 2008, et au Saturday Night Live le même mois. T-Pain lance aussi une tournée en promotion de l'album en 2009, Thr33 Ringz Tour, dans toute l'Amérique du Nord.
Avant la sortie de Thr33 Ringz, T-Pain enregistre un disque nommé Silver et Gold dans lequel il fait l'apologie des boissons alcoolisées sur le remix d'une chanson de gospel très connue. Plusieurs chanteurs lui demandèrent de chanter sur une autre instrumentation, à cause de cela il dut repousser la sortie de son album de début septembre à mi-octobre. Dans l'album, on y trouve une chanson Karaoke (avec DJ Khaled) où il répond assez violemment aux chanteurs de gospel[réf. nécessaire].
T-Pain et le rappeur Lil Wayne forment le duo T-Wayne en 2008. Le duo publie une mixtape homonyme à la fin de 2008, qui se classe au Billboard 200 en janvier 2009. Leur premier album est prévu pour 2009, mais il ne sera jamais publié.

### RevolveR(2009–2012)

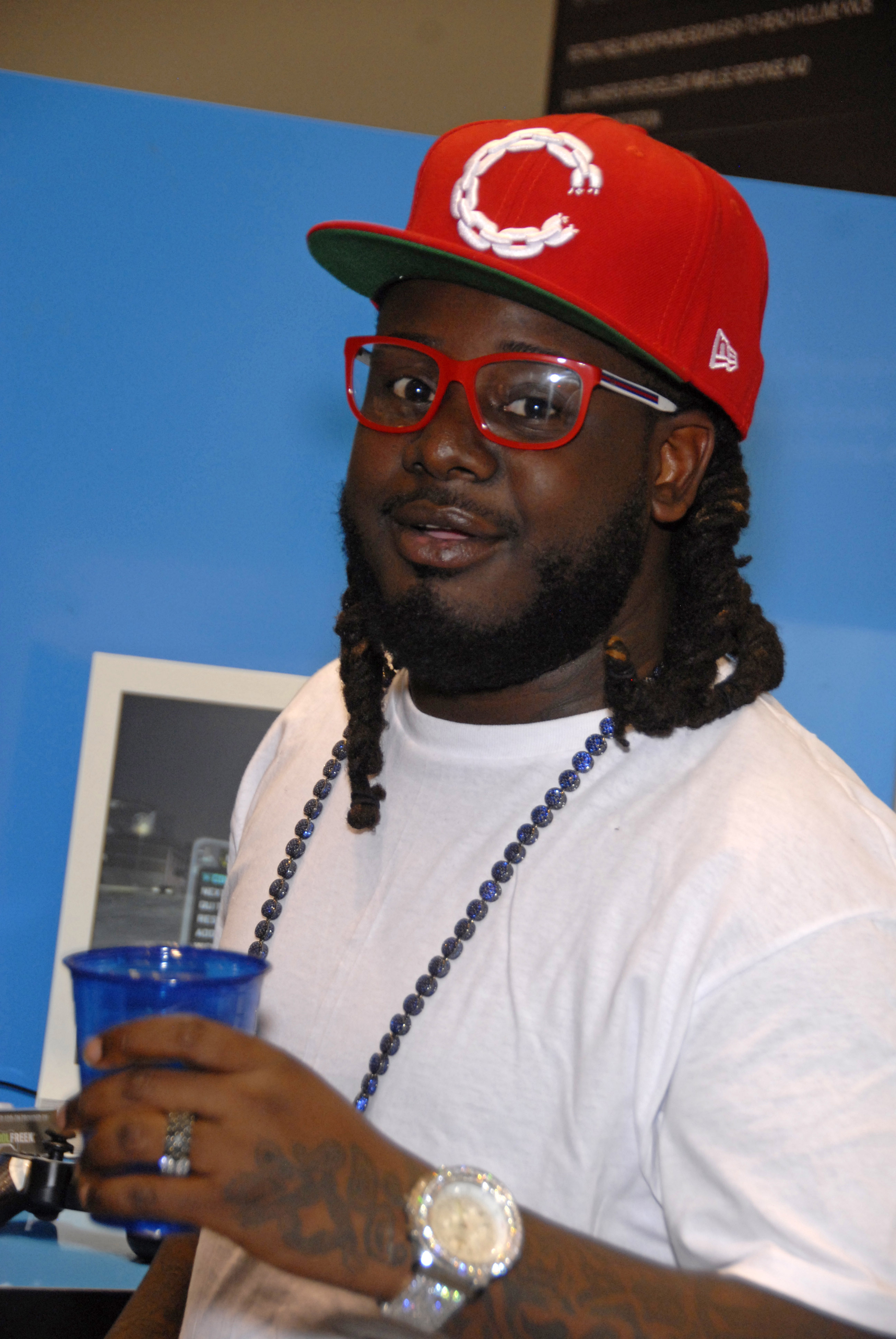
T-Pain à l'E3 de Los Angeles, en 2011.

T-Pain collabore avec la chanteuse de country pop Taylor Swift aux CMT Music Awards, et chantent ensemble Thug Story, une parodie du single à succès de Swift, Love Story. Lors d'un entretien avec MTV, T-Pain annonce un quatrième album en novembre 2009 sous le titre de UBER. Une application sur iPhone appelée I Am T-Pain présente l'Auto-Tune, permettant aux fans de modifier leur voix et de chanter sur des chansons instrumentales de T-Pain. L'application est publiée en septembre 2009.
En novembre 2009, T-Pain publie le premier single de son futur quatrième album, Take Your Shirt Off. Le single n'atteint que la 80e place du Hot 100. Plus tard, en février 2010, il publie le single principal intitulé Reverse Cowgirl, en featuring avec Young Jeezy. Le single atteint la 75e place du Hot 100 et la 64e place des Hot RnB/Hip-Hop Songs. Toujours en 2009, T-Pain se lance dans une collaboration avec Adult Swim de la chaîne Cartoon Network afin de produire et présenter une série d'animation inspirée de Freaknik. Freaknik: The Musical est diffusé aux États-Unis le 7 mars 2010.
En juin 2010, T-Pain confirme avoir terminé RevolveR mais explique ne pas vouloir le publier avant que l'industrie musicale ne s'améliore en matière de ventes.
En 2011, T-Pain collabore avec le rappeur cubano-américain Pitbull sur le titre Hey Baby (Drop It to the Floor) qui rencontrera un succès mondial. Il quitte le label Konvict Muzik pour rejoindre le label Young Money Entertainment. Le 22 mars 2011, il publie un single issu de RevolveR, Best Love Song. Le 7 octobre, RCA Music Group annonce se séparation avec Jive Records, Arista Records et J Records. Avec cet arrêt, T-Pain, et d'autres artistes, verront leurs albums (incluant RevolveЯ) publiés chez RCA Records,. RevolveЯ est finalement publié en décembre 2011, après une longue préparation et une multitude de reports de sortie. Il comprend des featurings de Lily Allen et Wiz Khalifa, entre autres.

### Stoicville: The Phoenix(depuis 2013)
Le 1er avril 2013, T-Pain annonce un cinquième album intitulé Stoicville: The Phoenix expliquant : « pour moi, le phoenix représente un nouveau commencement. Une nouvelle ère, une nouvelle vie. Je renaîs de mes cendres. » Avant la publication de son cinquième album, il publie un best-of intitulé T-Pain Presents Happy Hour. Son premier single, Up Down (Do This All Day), produit par DJ Mustard et avec B.o.B, est officiellement publié le 13 août 2013. Le second single Drankin Patna est publié un an plus tard le 21 juillet 2014.
Le 7 novembre 2014, T-Pain publie l'intro/titre de Stoicville. Le 21 novembre 2014, T-Pain publie Coming Home comme premier single promotionnel de Stoicville.
Le 8 juin 2015, T-Pain publie le single principal de Stoicville, Make That Shit Work en featuring avec Juicy J. En 2019, il participe et remporte la 1re saison de Masked Singer sur FOX.

## Style musical
T-Pain considère sa musique comme du « Hard & B ». T-Pain utilise l'Auto-Tune, un correcteur vocal dans ses chansons. Le critique musical Andy Kellman compare le style de chant de T-Pain à celui de Cher dans sa chanson Believe publiée en 1998. En réponse au single D.O.A de Jay-Z, T-Pain explique qu'il continuera à utiliser cette méthode. L'Auto-Tune est popularisé grâce à T-Pain, notamment chez d'autres artistes comme Snoop Dogg (Sexual Eruption), Lil Wayne (Lollipop), et Kanye West (album 808s and Heartbreak). En novembre 2008, T-Pain demande aux autres artistes ayant fait usage de l'Auto-Tune de le spécifier.
T-Pain utilise également GarageBand et Logic Pro pour produire ses propres beats.

## Vie personnelle
Depuis 2003, T-Pain est marié à Amber devenue Najm. Ils sont parents de trois enfants : leur fille Lyriq, et leurs fils Muziq et Kaydnz Kodah (né en mai 2009),.

## Discographie

### Albums studio
- 2005 : Rappa Ternt Sanga
- 2007 : Epiphany
- 2008 : Thr33 Ringz
- 2011 : RevolveЯ
- 2017 : Oblivion
- 2019 : 1UP
- 2023 : On Top of the Covers

### Mixtapes officielles
- 2008 : Pr33 Ringz
- 2009 : T-Pain : The Instrumentals
- 2010 : Freaknik Is Back : The Soundtrack
- 2010 : Nappy Boy All Stars Vol. 1
- 2011 : RevolveЯ
- 2012 : #STOIC
- 2015 : The Iron Way
- 2017 : T- Wayne
- 2018 : Everything Must Go Vol. 1
- 2019 : Everything Must Go Vol. 2

### Autres mixtapes
- 2006 : Dirty RnB  (avec DJ Smallz)
- 2006 : Back At It
- 2007 : Konvicted 2  (avec Akon)
- 2007 : Here Comes the Pain
- 2007 : Here Comes the Pain Pt. 2
- 2007 : A Thin Line Between Love et Pain  (Up avec DJ Spinz)
- 2008 : A Thin Line Between Love et Pain Pt. 2  (avec DJ Spinz)
- 2008 : Stay In The Game
- 2008 : The Midas Touch
- 2008 : Nappy Boy Or Die  (avec DJ Trigga)
- 2008 : Silver et Gold
- 2008 : T-Wayne Show  (avec Lil' Wayne)
- 2009 : Sun Come Up
- 2009 : Follow Me : Hosted By T-Pain  (avec DJ Smallz)
- 2010 : Lil' Pain  (avec Lil' Wayne)
- 2010 : Boss Of Both World  (avec Akon)
- 2010 : T-Mix

### Collaborations
- 2006 : U and Dat (E-40 avec T-Pain et Kandi Girl)
- 2006 : Send Me an Email (J-Shin avec Tila Tequila et T-Pain)
- 2006 : Ask For It (T-Pain avecNivea)
- 2006 : Know What I'm Doin' (Birdman et Lil' Wayne avec Rick Ross et T-Pain)
- 2007 : I'm a Flirt (Remix) (R. Kelly avec T.I. et T-Pain)
- 2007 : Outta My System (Bow Wow avec T-Pain)
- 2007 : Baby Don't Go (Fabolous avec T-Pain)
- 2007 : Shawty (Plies avec T-Pain)
- 2007 : I'm So Hood (DJ Khaled avec Trick Daddy, Rick Ross, T-Pain et Plies)
- 2007 : Good Life (en) (Kanye West avec T-Pain)
- 2007 : Kiss Kiss (Chris Brown avec T-Pain)
- 2007 : Cyclone (Baby Bash avec T-Pain)
- 2007 : Low (Flo Rida avec T-Pain)
- 2007 : Who the Fuck Is That?' (Dolla avec T-Pain et Tay Dizm)
- 2007 : Go girl (Ciara avec T-Pain)
- 2007 : I'm so hood (T-pain, Trick Daddy, Plies et Rick Ross)
- 2008 : The Boss  (Rick Ross avec T-Pain)
- 2008 : Shawty Get Loose (Lil Mama avec Chris Brown et T-Pain)
- 2008 : She Got It  (2 Pistols avec T-Pain)
- 2008 : Migrate  (Mariah Carey avec T-Pain)
- 2008 : What It Is  (Lil Mama avec T-Pain)
- 2008 : Got Money  (Lil' Wayne avec T-Pain)
- 2008 : Talk  (Timbaland avec T-Pain)
- 2008 : What's Wrong (Go Away)  (Jennifer Hudson avec T-Pain)
- 2008 : Say (Timbaland avec T-Pain)
- 2008 : Moon Of Dreams (Ruslana avec T-Pain)
- 2008 : Go hard (DJ Khaled, T-Pain avec Kanye West)
- 2008 : Cash flow (DJ Khaled, T-Pain, Ace Hood,Rick Ross)
- 2008 : I Can't Wait (Akon avec T-Pain)
- 2008 : One More Drink (Ludacris, T-Pain)
- 2008 : Blame It (Jamie Foxx, T-Pain)
- 2009 : I'm on a Boat (The Lonely island avec T-Pain)
- 2009 : Hustler Anthem (Busta Rhymes avec T-Pain)
- 2009 : Overtime (Ace Hood avec Akon and T-Pain)
- 2009 : Download (Lil' Kim avec T-Pain and Charlie Wilson)
- 2009 : Sun come up (Birdman avec Rick Ross T-Pain and Glasses malone)
- 2009 : Maybach Music 2 (Rick Ross avec Kanye West Lil' Wayne and T-Pain)
- 2009 : Body Language (Jesse McCartney avec T-Pain)
- 2009 : Miami Dolphins
- 2009 : All The Above (Maino avec T-Pain)
- 2009 : Imaginate (Wisin Y Yandel avec T-Pain)
- 2010 : We Are the World 25 For Haiti
- 2010 : All I Do Is Win (Dj Khaled avec T-Pain, Ludacris, Rick Ross et Snoop Dogg)
- 2010 : Zoosk Girl (Flo Rida avec T-Pain)
- 2010 : Hey Baby (Pitbull avec T-Pain)
- 2010 : I'm On It (Bei Maejor avec T-Pain)
- 2010 : Réel (Booba avec T-Pain)
- 2011 : Boom (Snoop Dogg avec T-Pain)
- 2011 : Can't Sleep (J Randall avec T-Pain)
- 2011 : Shake Senora (Pitbull avec T-Pain et Sean Paul)
- 2011 : How to hate (Lil Wayne avec T-pain)
- 2011 : Rollin' Like A Boss (La Fouine avec Mackenson et T-Pain)
- 2011 : I Get Money  (Birdman avec Lil Wayne, T-Pain et Mack Maine)
- 2011 : The way you move (Ne-Yo avec Trey Songz et T-Pain)
- 2012 : V.I.P. (Koda Kumi avec T-Pain)
- 2012 : So Listen  (Cody Simpson avec T-Pain)
- 2012 : Better  (Bow Wow avec T-Pain)
- 2012 : Bag Of Money  (Maybach Music Group avec T-Pain)
- 2012 : Something About You  (Wisin Y Yandel avec Chris Brown et T-Pain)
- 2012 : Refill (Remix)  (Elle Varner avec Kirko Bangz et T-Pain)
- 2012 : 6 AM  (Melanie Fiona et T-Pain)
- 2012 : When the Sun Comes Up  (Heidi Anne avec T-Pain, Lil Wayne, Rick Ross et Glasses Malone)
- 2012 : I'm So Blessed  (DJ Khaled avec Big Sean, Wiz Khalifa et T-Pain)
- 2012 : Get It Girl  (Mann avec T-Pain)
- 2013 : Wind Up My Heart (Boom Boom Boom)  (E-Lite avec T-Pain, Snoop Dogg & Shun Ward)
- 2014 : Heartbreak Heard Around The World (Jacob Latimore avec T-Pain)
- 2014 : Red Cup (E-40 avec T-Pain, Kid Ink et B.o.B)
- 2015 : My Cutie Pie (Lil Jon avec T-Pain, Problem et Snoop Dogg)
- 2016 : Close to You (Dreezy avec T-Pain)
- 2017 : Dreams (Alex Ross avec Dakota et T-Pain)
- 2017 : Senza pagare (J-Ax et Fedez avec T-Pain)
- 2017 : Lit (Steve Aoki et Yellow Claw avec Gucci Mane et T-Pain)
- 2024 : Been Like This (Meghan Trainor avec T-Pain)

### Singles
- 2005 : I'm Sprung
- 2005 : I'm N Luv (Wit A Stripper) (feat. Mike Jones)
- 2007 : Buy U A Drank (Shawty Snappin') (feat. Yung Joc)
- 2007 : Bartender (feat. Akon)
- 2007 : Church
- 2008 : Can't Believe It (feat. Lil' Wayne)
- 2008 : Chopped 'N' Skrewed (feat. Ludacris)
- 2008 : Freeze  (feat. Chris Brown)
- 2009 : Take Your Shirt Off
- 2010 : Reverse Cowgirl  (feat Young Jeezy)
- 2010 : Kiss Her
- 2010 : Rap Song  (feat. Rick Ross)
- 2011 : Motivated  (feat. Young Dizzy)
- 2012 : Best Love Song  (feat. Chris Brown)
- 2012 : 5 O'Clock   (feat. Lily Allen et Wiz Khalifa)
- 2012 : Turn All The Lights On  (feat. Ne-Yo)
- 2012 : Don't You Quit
- 2013 : Up Down (Do This All Day)  (feat. B.o.B)
- 2014 : Drankin' Patna
- 2015 : Make That Shit Work  (feat. Juicy J)
- 2016 : Look at Me
- 2016 : Dan Bilzerian  (feat. Lil Yachty)
- 2017 : Goal Line  (feat. Blac Youngsta)
- 2017 : Textin My Ex  (feat. Tiffany Evans)

## Filmographie
- 2008 : Man and Wife, Love Is Beautiful
- 2009 : Brothers (série télévisée)
- 2010 : Freaknik : The Musical (série télévisée) : Freaknik
- 2010 : Lottery Ticket : Junior
- 2015 : Fast and furious 7 : lui-même
- 2016 : Ghostmates : lui-même

## Nominations et récompenses
- Grammy Awards :

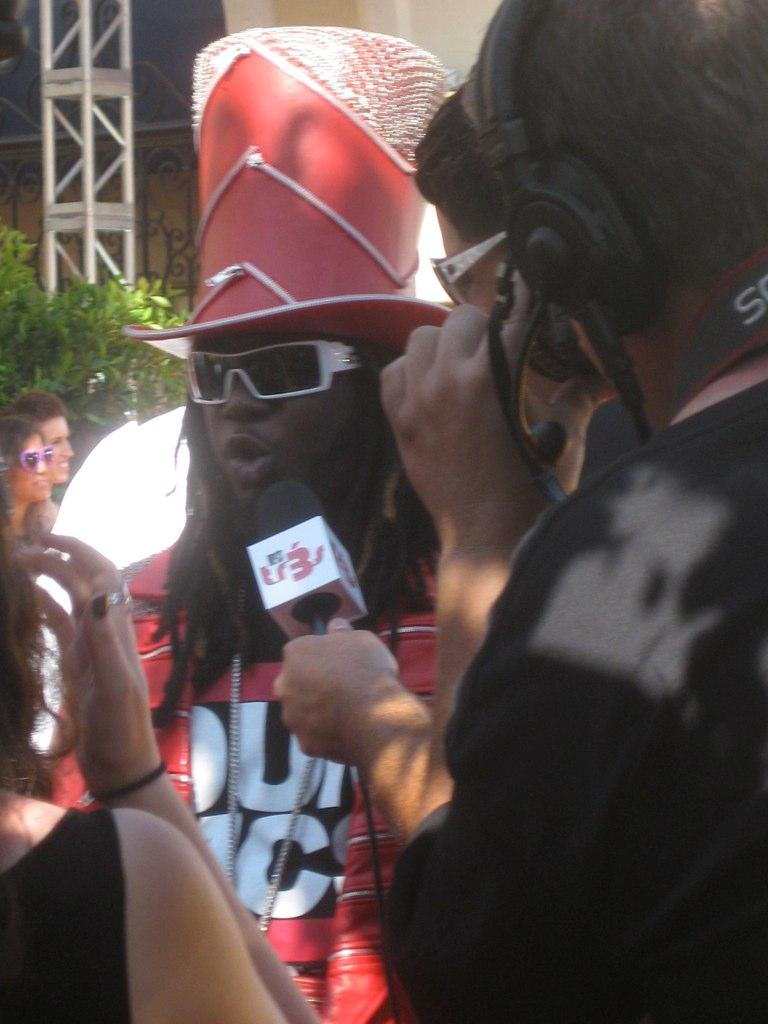
T-Pain lors des MTV Video Music Awards 2008.

  - 2008 : Meilleure chanson Hip Hop (Good Life avec Kanye West) : Remporté
  - 2008 : Meilleure performance RnB pour un duo ou un groupe (Bartender avec Akon)
  - 2008 : Meilleure collaboration Rap (Kiss Kiss avec Chris Brown)
  - 2009 : Meilleure collaboration Rap (Got Money avec Lil Wayne)
  - 2009 : Meilleure chanson Hip Hop (Low avec Flo Rida)
  - 2010 : Meilleure collaboration Rap (I'm on a Boat avec The Lonely Island)
  - 2010 : Meilleure performance RnB pour un duo ou un groupe (Blame It avec Jamie Foxx) : Remporté
  - 2010 : Meilleure chanson RnB (Blame It avec Jamie Foxx)
  - 2010 : Meilleur album RnB contemporain (Thr33 Ringz)
- BET Awards :
  - 2008 : Meilleure collaboration (Kiss Kiss avec Chris Brown)
  - 2008 : Meilleure collaboration (Low avec Flo Rida)
  - 2008 : Meilleure collaboration (Good Life avec Kanye West) : Remporté
  - 2008 : Choix du public (Kiss Kiss avec Chris Brown)
  - 2008 : Clip vidéo de l'année : (Good Life avec Kanye West)
  - 2009 : Meilleur artiste masculin de RnB
  - 2009 : Meilleure collaboration (Blame It avec Jamie Foxx) : Remporté
  - 2009 : Choix du public (Can't Believe It avec Lil Wayne)
  - 2009 : Clip vidéo de l'année (Blame It avec Jamie Foxx)
- BET Hip Hop Awards :
  - 2008 : Meilleure collaboration (Low avec Flo Rida)
  - 2008 : Meilleure collaboration (Good Life avec Kanye West)
  - 2008 : Meilleur clip vidéo (Good Life avec Kanye West) : Remporté
  - 2008 : Chanson de l'année (Good Life avec Kanye West)
  - 2009 : Producteur de l'année
- MTV Video Music Awards
  - 2008 : Meilleure vidéo Hip Hop (Low avec Flo Rida)
  - 2008 : Meilleure vidéo d'un artiste masculin (Low avec Flo Rida)
- Vibe Awards :
  - 2007 : Chanson de l'année (Buy U a Drank (Shawty Snappin') avec Yung Joc)
- Teen Choice Awards :
  - 2008 : Choix musique : Chanson hip-hop/rap (Shawty Get Loose avec Lil' Mama et Chris Brown) : Remporté
- People's Choice Awards :
  - 2008 : Meilleure chanson Hip Hop (Low avec Flo Rida) : Remporté
  - 2008 : Meilleure chanson Hip Hop (Good Life avec Kanye West)
- BMI Urban Awards :
  - 2009 : Producteur de l'année : Remporté